# Japanische Badmintonmeisterschaft 1973
Die Japanische Badmintonmeisterschaft 1973 fand vom 12. bis zum 16. Dezember 1973 im Yoyogi National Gymnasium in Tokio statt. Es war die 27. Austragung der nationalen Titelkämpfe im Badminton in Japan.

## Titelträger
| Disziplin    | Sieger                          |
| ------------ | ------------------------------- |
| Herreneinzel | Ippei Kojima                    |
| Dameneinzel  | Hiroe Yuki                      |
| Herrendoppel | Ippei Kojima Masao Akiyama      |
| Damendoppel  | Machiko Aizawa Etsuko Takenaka  |
| Mixed        | Shoichi Toganoo Etsuko Takenaka |